# Let the Power Fall
Let the Power Fall (podtytuł: An Album of Frippertronics) – trzeci solowy album Roberta Frippa, nagrywany w różnych miejscach od kwietnia do sierpnia 1979 roku, wydany w kwietniu 1981 roku.

## Charakterystyka albumu
Let the Power Fall jest albumem zrealizowanym w oparciu o technikę Frippertronics, wypracowaną wspólnie z Brianem Eno, a polegającą na sprzeżęniu gitary z dwoma magnetofonami połączonymi ze sobą pętlą taśmy. W oparciu o tę technikę Robert Fripp stworzył imponujące struktury instrumentalne, składające się z warstw dźwięku nakładanych jedna na drugą, mających niemal orkiestrową fakturę. Album otwiera utwór „1984”, rozpoczynając się w miejscu, w którym zakończyła się pierwsza strona albumu God Save the Queen/Under Heavy Manners. Tytuły kolejnych utworów oznaczone są datami rocznymi, od 1984 do 1989.

## Lista utworów
Zestaw utworów na płycie CD:
| 1. | 1984 | 12:09 |
|    |      |       |
| 2. | 1985 | 11:20 |
|    |      |       |
| 3. | 1986 | 5:21  |
|    |      |       |
| 4. | 1987 | 5:14  |
|    |      |       |
| 5. | 1988 | 6:33  |
|    |      |       |
| 6. | 1989 | 11:32 |
|    |      |       |
|    |      | 52:09 |
|    |      |       |

## Twórcy
- Robert Fripp – gitara, Frippertronics